# Гардоки Аррикибар, Франсиско Антонио Хавьер де
Франсиско Антонио Хавьер де Гардоки Аррикибар (исп. Francisco Antonio Javier de Gardoqui Arriquíbar; 9 октября 1747, Бильбао, Королевство Испания — 27 января 1820, Рим, Папская область) — испанский куриальный кардинал, доктор обоих прав. Кардинал-священник с 8 марта 1816, с титулом церкви Сант-Анастазия с 15 ноября 1817 по 27 января 1820. 